# Podentes
Podentes ist eine Gemeinde (Freguesia) im portugiesischen Kreis Penela. In ihr leben 473 Einwohner (Stand 19. April 2021).